# Lois Abbingh
Lois Abbingh (født d. 13. august 1992 i Groningen, Holland) er en kvindelig hollandsk håndboldspiller som spiller venstre back. Hun står pt uden kontrakt, efter hendes tidligere klub, norske Vipers Kristiansand, gik fallit. Hun spiller også for Hollands kvindehåndboldlandshold.

## Karriere

### Klubhold
Abbingh begyndte sin karriere som håndboldspiller i hjembyen Groningen, hvor hun skulle spille for byens ligahold V&S Groningen. Hun flyttede derefter til E&O Emmen, hvor hun blev ligaens topscorer i sæsonen 2009/10. I sommeren 2010 skiftede hun til den tyske Bundesliga-klub VfL Oldenburg. Med Oldenburg vandt hun den tyske pokalturnering i 2012. For sæsonen 2014/15 skiftede hun til rumænske storklub HCM Baia Mare. I sommeren 2016 skiftede hun til den franske ligaklub Issy Paris Hand. Siden 2019, har hun været på kontrakt med den russiske storklub Rostov-Don. Med Rostov-Don har hun indtil videre det russiske mesterskab og pokalturnering i 2019. Hun nåede ligeledes finalen 2019 i EHF Champions League, men tabte finalen til ungarske Győri Audi ETO KC. Siden sommeren 2020 spiller hun for den danske ligaklub Odense Håndbold. Hun var med til at vinde det danske mesterskab med klubben, i maj 2021.

### Landshold
Hun fik debut på det hollandske A-landshold den 15. oktober 2009 mod Kroatien. Hendes første slutrundedeltagelse var ved EM 2010 i Danmark/Norge og deltog ligeledes ved VM 2011 i Brasilien og VM 2013 i Serbien. Den første store succes med A-landsholdet, kom ved VM 2015 i Danmark, hvor hun vandt sølv med landsholdet. Hun deltog også, for første gang ved Sommer-OL 2016 i Rio de Janeiro, hvor Holland blev nummer 4. Få måneder efter Sommer-OL, spillede hun igen finale mod Norge, ved EM 2016 i Sverige, men tabte igen finalen. Et år senere vandt hun bronze ved verdensmesterskabet 2017 i Tyskland. Derudover blev Abbingh valgt på VM-turneringens All-Star hold og var turneringen anden mest scorende, med 58 mål. Hun vandt igen bronze, endnu år efter ved EM 2018 i Frankrig. 
Endelig efter flere år uden at stå øverst på medaljeskamlen vandt hun, med Holland, VM 2019 i Japan. Holland vandt finalen 30-29, efter at Abbingh selv, få sekunder før tid, scorede på straffekast og sikrede landets første VM-guldmedalje i håndbold nogensinde. Hun blev desuden turneringens topscorer med 71 mål.

## Meritter

### Klubhold
- DHB-Pokal:
  - Vinder: 2012
- Liga Națională:
  - Finalist: 2015
- Cupa României:
  - Vinder: 2014
- Baia Mare Champions Trophy:
  - Vinder: 2014
- Damehåndboldligaen
  - Vinder: 2021